# Atletica leggera ai Giochi della XXIII Olimpiade - Salto con l'asta
Il salto con l'asta ha fatto parte del programma maschile di atletica leggera ai Giochi della XXIII Olimpiade. La competizione si è svolta nei giorni 6 e 8 agosto 1984 al «Memorial Coliseum» di Los Angeles.

## Assenti a causa del boicottaggio
Nota: le prestazioni si riferiscono all'anno olimpico.
| Primatista mondiale     | 5,90 | 13 luglio | Serhij Bubka          |
| Seconda misura mondiale | 5,85 | 22 giugno | Konstantin Volkov     |
| Campione olimpico 1980  | 5,75 | 17 luglio | Władysław Kozakiewicz |

## La gara
Gli americani vogliono riprendersi l'oro nell'asta, specialità un tempo miniera di metallo pregiato; il podio più alto manca invece dall'ormai lontano 1968. L'assenza dei fuoriclasse dell'Est rappresenta un indubbio vantaggio. Il vincitore dei Trials è Mike Tully, autore di 5,81. C'è poi il veterano Earl Bell, già presente a Montréal nel 1972.
In finale Mike Tully parte bene, poi attraversa un momento di difficoltà a 5,65, che supera al terzo tentativo. Intanto i due francesi Quinon e Vigneron, zitti zitti, sono ancora competitivi.

I 5,70 sono la misura che decide la gara. L'idolo di casa Earl Bell sbaglia clamorosamente ed è eliminato. Cade anche Vigneron. Lo statunitense e il francese sono medaglia di bronzo a pari merito. L'unico a superare l'asticella è Pierre Quinon. Tully, autore di 5,81 ai Trials, tenta il tutto per tutto: passa 5,70 costringendo Pierre Quinon a cimentarsi sulla misura di 5,75. Il francese ce la fa al primo tentativo. L'americano passa anche questa misura.  A 5,80 però non fa l'impresa e si deve accontentare della piazza d'onore.

## Risultati

### Turno eliminatorio
Qualificazione5,45 m
Solo quattro atleti raggiungono la misura richiesta. Gli atleti finalisti (14) sono selezionati a 5,30.

### Finale
| Pos  | Atleta           | Paese       | 5,10 | 5,20 | 5,30 | 5,40 | 5,45 | 5,50 | 5,55 | 5,60 | 5,65 | 5,70 | 5,75 | 5,80 | Misura | Note |
| ---- | ---------------- | ----------- | ---- | ---- | ---- | ---- | ---- | ---- | ---- | ---- | ---- | ---- | ---- | ---- | ------ | ---- |
|      | Pierre Quinon    | Francia     |      |      |      |      | XO   | -    | -    | -    | X--  | O    | O    | XXX  | 5,75   |      |
|      | Mike Tully       | Stati Uniti |      |      |      |      | O    | -    | O    | -    | XXO  | -    | -    | XXX  | 5,65   |      |
|      | Thierry Vigneron | Francia     |      |      |      | O    | -    | -    | -    | O    | -    | XXX  |      |      | 5,60   |      |
|      | Earl Bell        | Stati Uniti |      |      |      | O    | -    | O    | -    | O    | -    | XXX  |      |      | 5,60   |      |
| 5    | Kimmo Pallonen   | Finlandia   |      |      | XO   | -    | XO   | -    | XXX  |      |      |      |      |      | 5,45   |      |
| 6    | Doug Lytle       | Stati Uniti |      |      |      | O    | -    | XXX  |      |      |      |      |      |      | 5,40   |      |
| 7    | Felix Böhni      | Svizzera    |      |      | O    | -    | -    | XXX  |      |      |      |      |      |      | 5,30   |      |
| 8    | Mauro Barella    | Italia      | XXO  | -    | XXO  | XXX  |      |      |      |      |      |      |      |      | 5,30   |      |
| 9    | Alberto Ruiz     | Spagna      |      | O    | -    | XXX  |      |      |      |      |      |      |      |      | 5,20   |      |
| 10   | Yang Weimin      | Cina        | XO   | XXX  |      |      |      |      |      |      |      |      |      |      | 5,10   |      |
| 11   | Jeff Gutteridge  | Regno Unito | XXO  | -    | XXX  |      |      |      |      |      |      |      |      |      | 5,10   |      |
| N.C. | Tom Hintnaus     | Brasile     |      |      |      | XXX  |      |      |      |      |      |      |      |      | N.M.   |      |
| N.C. | Serge Ferreira   | Francia     |      |      | XXX  |      |      |      |      |      |      |      |      |      | N.M.   |      |
| N.C. | Tomomi Takahashi | Giappone    | XXX  |      |      |      |      |      |      |      |      |      |      |      | N.M.   |      |